# Museo dell’aeronautica Gianni Caproni
Das Museo dell’aeronautica Gianni Caproni (deutsch Luftfahrtmuseum Gianni Caproni) ist dem italienischen Luftfahrtingenieur und Unternehmer Gianni Caproni gewidmet. Das Museum hat seine Ausstellungshalle am Flugplatz Trient.

## Geschichte
Gianni Caproni entschloss sich bereits in den Anfangsjahren seiner unternehmerischen Tätigkeit, einige seiner bedeutendsten Flugzeugmodelle in seinen Produktionsstätten in Vizzola Ticino und im Mailänder Stadtteil Taliedo für die Nachwelt aufzubewahren. 1927 entstand auf Betreiben seiner Frau Timina Guasti mit dem Museum Caproni das erste Luftfahrtmuseum in Italien. Neben dem Fluggerät wurden auch Dokumente, Fotos und andere Erinnerungsstücke in die Sammlung aufgenommen.
Das Museum setzte sich zum Ziel die Pionierzeit der Luftfahrt und deren Weiterentwicklung auch anhand historischer Maschinen aufzuzeigen. 1934 reifte der Gedanke heran, in Mailand ein nationales Luftfahrtmuseum einzurichten. Dieses Projekt wurde allerdings nie umgesetzt, so dass das Museum Caproni über Jahrzehnte die einzige museale Einrichtung in Italien war, die sich dem Erhalt von alten Fluggeräten und deren Zurschaustellung zum Ziel gesetzt hatte.

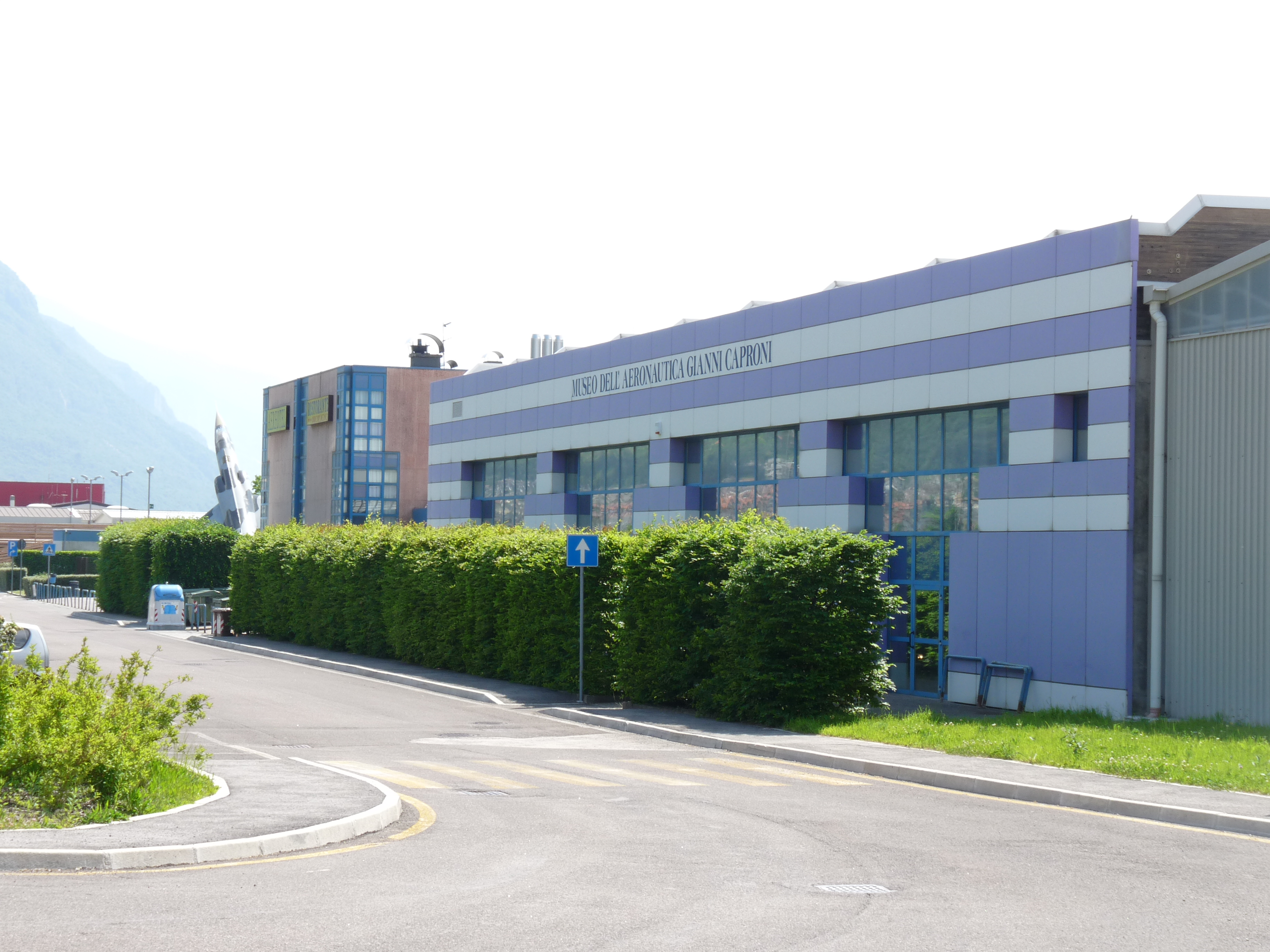
Ausstellungshalle am Flughafen Trient

Ende der 1930er Jahre öffnete man das in einer ehemaligen Werkshalle von Caproni in Taliedo untergebrachte Museum auch dem breiten Publikum. Ausgestellt waren dort nicht nur Modelle von Caproni, sondern auch von anderen Herstellern wie Ansaldo, Gabardini, Macchi und der Luftfahrzeug-Gesellschaft, insgesamt etwa 15 vollständige Maschinen sowie Flugzeugrümpfe, Tragflächen und andere Flugzeugbauteile.
Während des Zweiten Weltkrieges lagerte man die wertvollsten Museumsstücke aus. Durch Kriegsschäden wurde der Museumsbestand aber trotzdem erheblich in Mitleidenschaft gezogen. In der Nachkriegszeit waren die Flugzeuge des Museums in Venegono Superiore zwischengelagert, während sämtliche Dokumente in Rom aufbewahrt wurden. In den 1960er Jahren wurde das Museum, bereichert mit neuem Fluggerät in den Caproni-Werken in Vizzola Ticino wiedereröffnet.
1988 überließen die Erben von Gianni Caproni den Museumsbestand, nachdem das Unternehmen und das Museum in Vizzola geschlossen worden waren, der Autonomen Provinz Trient als Leihgabe, unter der Voraussetzung, dass eine neue geeignete Ausstellungsfläche zur Verfügung gestellt und das Museum nach dem aus Trentino stammenden Gianni Caproni benannt werde. Am 3. Oktober 1992 konnte das neue Museum am Flughafen von Trient im südlichen Stadtteil Mattarello eröffnet werden.
In der Folgezeit wurden dem Museum von der italienischen Luftwaffe und dem Kriegsmuseum Rovereto weitere Leihgaben überlassen, darunter eine dreimotorige Savoia-Marchetti SM.79 die zuletzt in den libanesischen Luftstreitkräften zum Einsatz gekommen war.
Zum zwanzigjährigen Bestehen des Museums erwarb die Provinz 2012 die Sammlung Caproni von der Familie Caproni.
Das Museum ist Bestandteil der naturwissenschaftlichen Sammlungen der Autonomen Provinz Trient und steht seit Juli 2019 unter der Leitung der Stiftung Historisches Museum des Trentino (italienisch Fondazione Museo storico del Trentino), nachdem es bis dahin dem Museum für Wissenschaften (MUSE) in Trient unterstanden hatte. Es gehört dem Museumsverbund Rete Trentino Grande Guerra an.

## Exponate
Die folgenden Flugzeuge und Triebwerke sind nur eine Auswahl der Ausstellung.

### Bis 1918

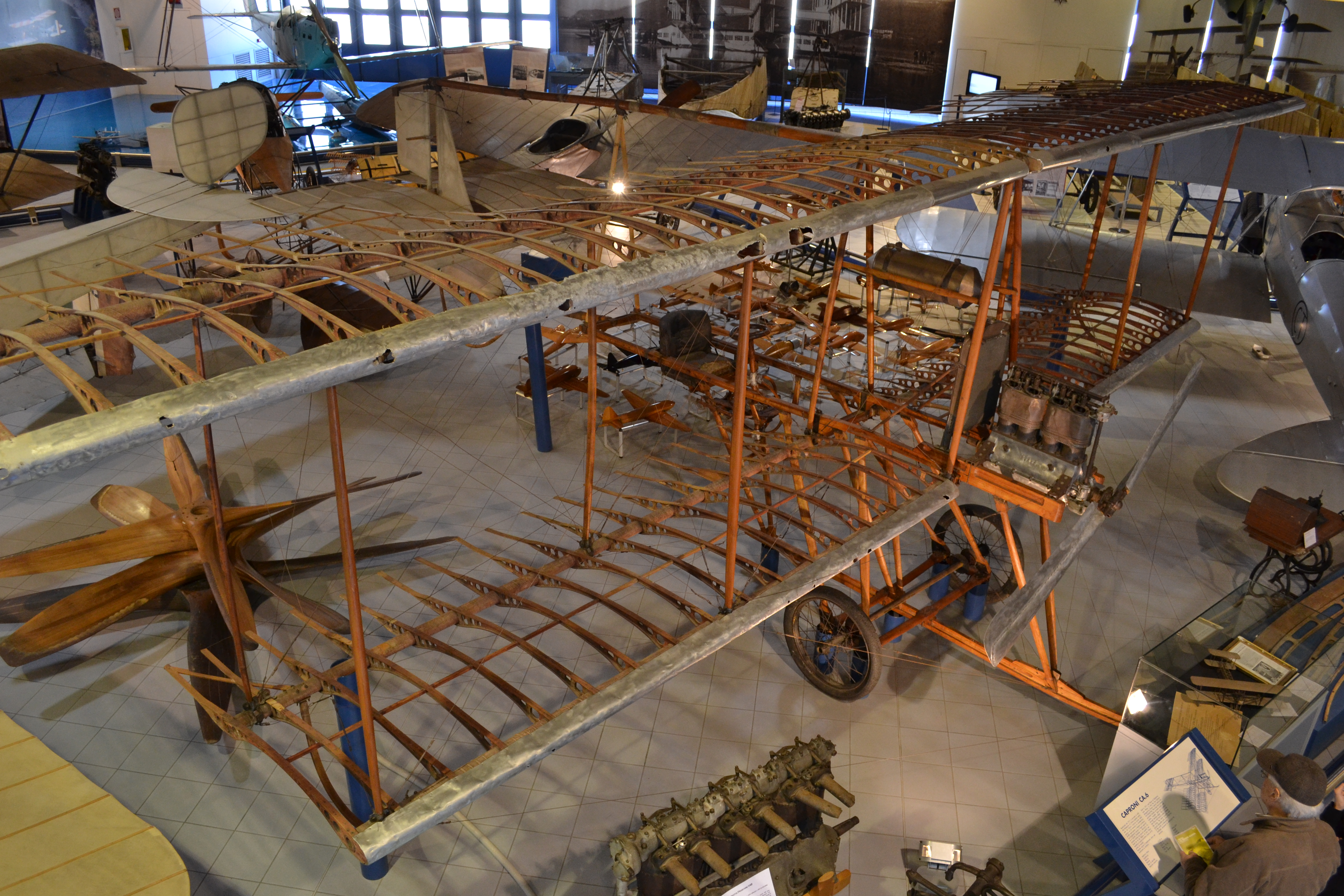
Caproni Ca. 6

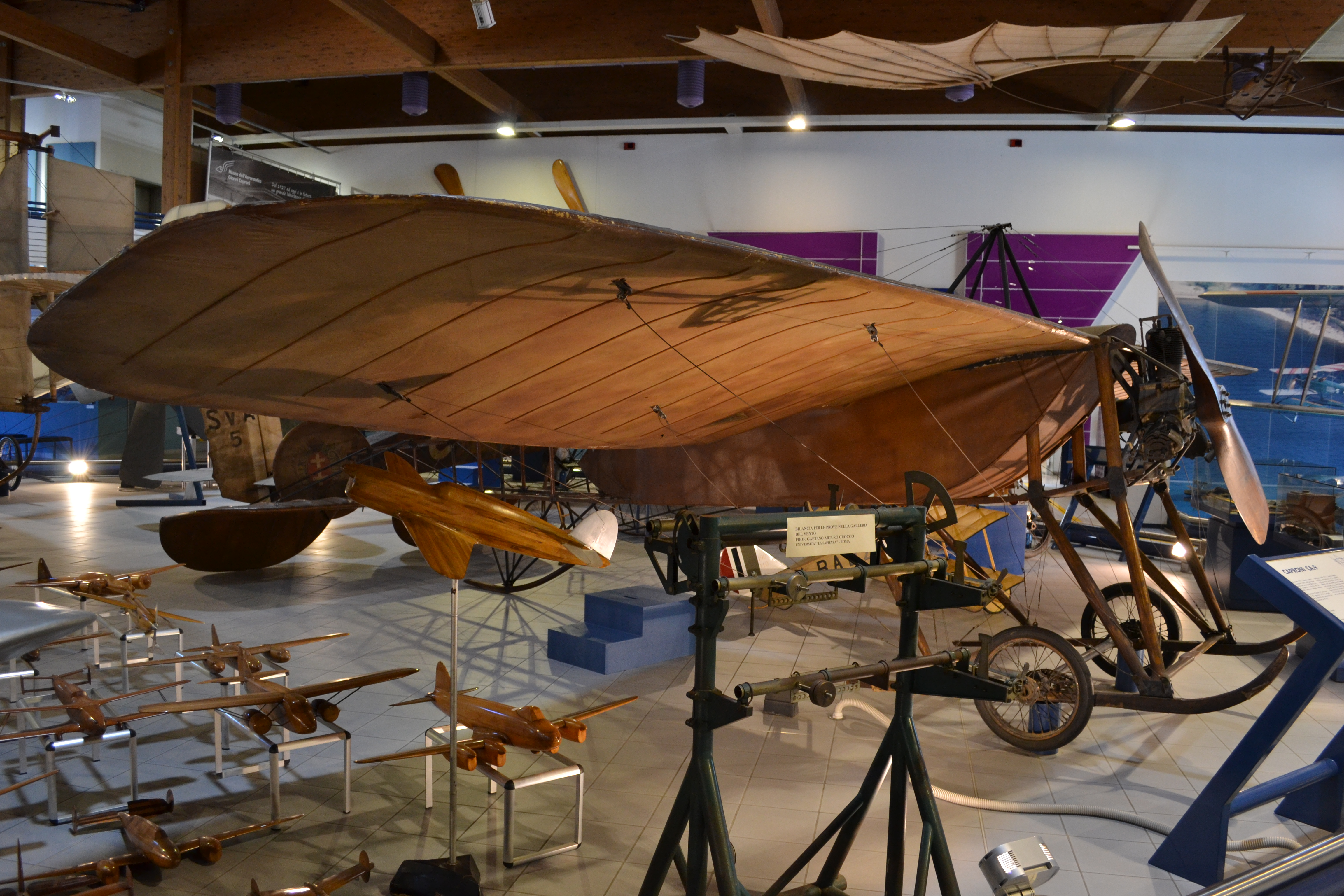
Caproni Ca. 9

Ansaldo A.1 Balilla
Die ausgestellte Ansaldo A.1 Balilla wurde 1918 gebaut und gehörte dem Piloten Natale Palli, der mit Gabriele D’Annunzio im August 1918 am Flug über Wien teilgenommen hatte. Sie ist eine von insgesamt 166 Maschinen dieses Typs, die 1918 erbaut worden sind und eine von zwei weltweit erhaltenen. Sie weist noch die originale Tragflächenbespannung aus Seide in der Tarnbemalung von 1918 auf.
Ansaldo S.V.A. 5
Bei dem ausgestellten Modell handelt es sich um eine der sechs Maschinen dieses Typs, die im August 1918 Flugblätter über Wien abgeworfen haben. Es handelt sich dabei um das von Gino Allegri geflogene Flugzeug.
Caproni–Bristol
Von Henri Coandă 1912 entworfener Mitteldecker. Das im Museum ausgestellte Flugzeug stammt aus dem Jahr 1912 und ist englischer Herkunft. Caproni sicherte sich im gleichen Jahr die Nachbaulizenz für Italien. Es handelt sich um die älteste erhaltene Maschine dieses Typs. Sie wurde Ende der 1980er Jahre restauriert.
Caproni Ca. 6
Die Caproni Ca. 6 ist das sechste von Gianni Caproni gebaute Flugzeug. Es stammt aus dem Jahr 1911 und ist damit das älteste im Museum ausgestellte Flugzeug. Die Maschine wird ohne Bespannung gezeigt, um die Holzkonstruktion der Tragflächen und des Rumpfes hervorzuheben.
Caproni Ca. 9
Von Caproni 1911 erbauter Schulterdecker. Gehört zu den von Caproni zwischen 1911 und 1913 erbauten Serie von Eindeckern, Ca. 8 bis Ca. 16, in Anlehnung des von Louis Blériot entwickelten Blériot XI. Die ausgestellte Maschine ist der einzige von Caproni gebaute und erhalten gebliebene Eindecker.
Fokker D.VIII
Ausgestellt ist der Flugzeugrumpf der Fokker D.VIII. Es handelt sich dabei um den weltweit einzigen erhalten gebliebenen Originalrumpf. Er stammt aus der Erprobungsstelle Montecelio bei Guidonia Montecelio. Die ursprünglich vollständige Maschine wurde im Oktober 1918 ausgeliefert und nicht mehr im Ersten Weltkrieg eingesetzt. Sie wurde nach dem Krieg als Reparationsleistung an Italien abgegeben und unter italienischen Hoheitszeichen ausgiebig getestet.

### 1919 bis 1945

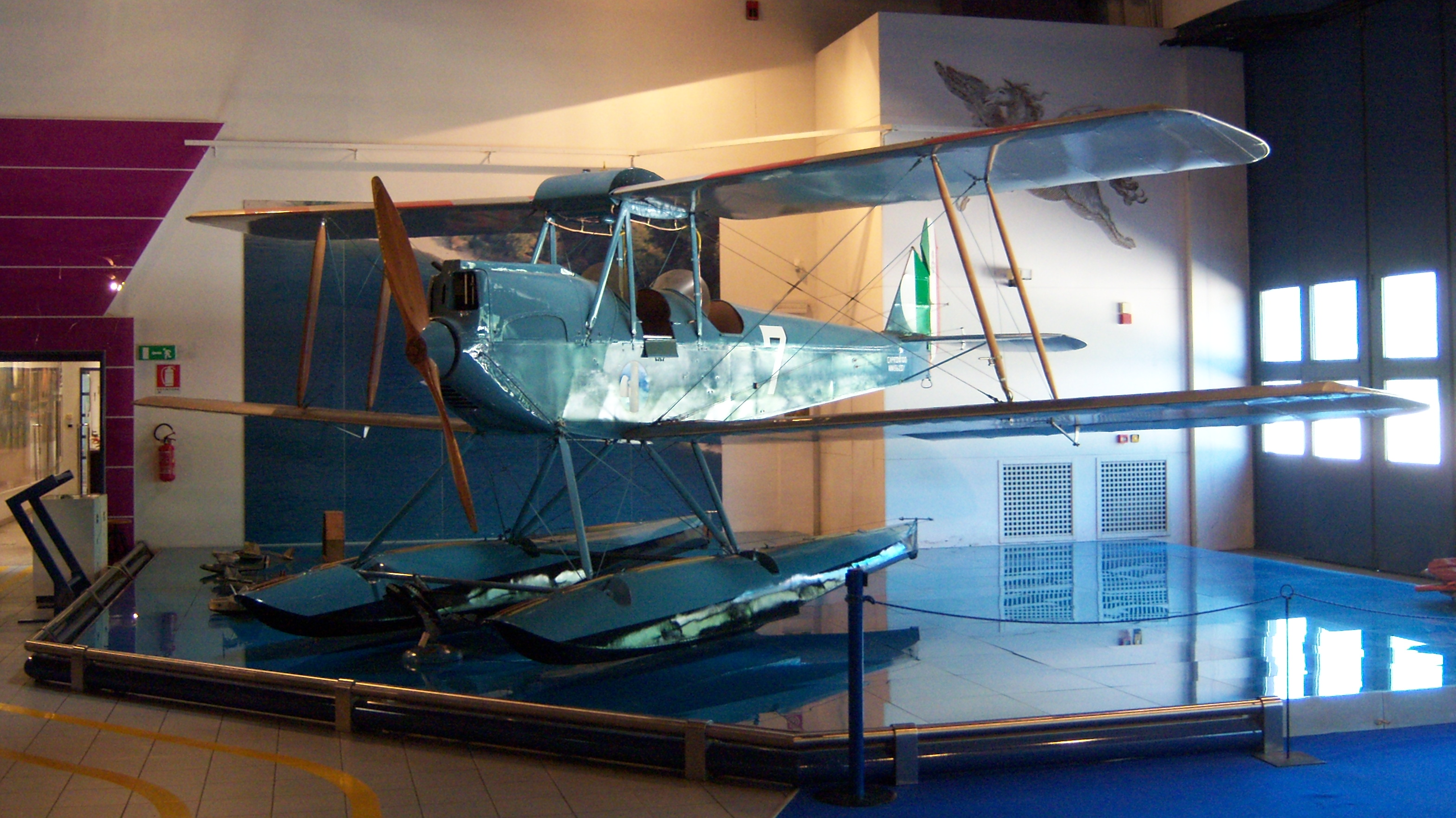
Caproni Ca.100 Idro

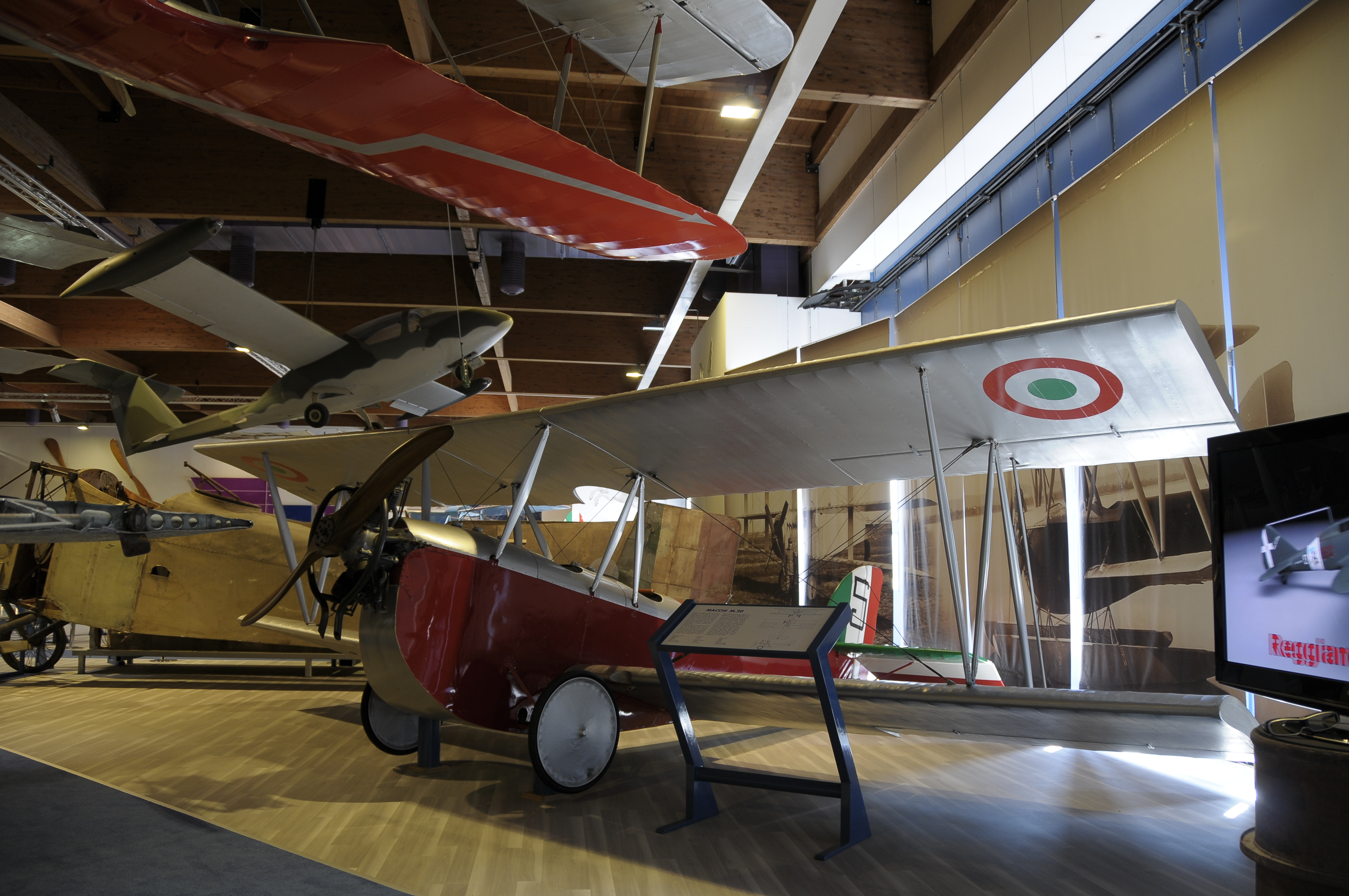
Macchi M.20

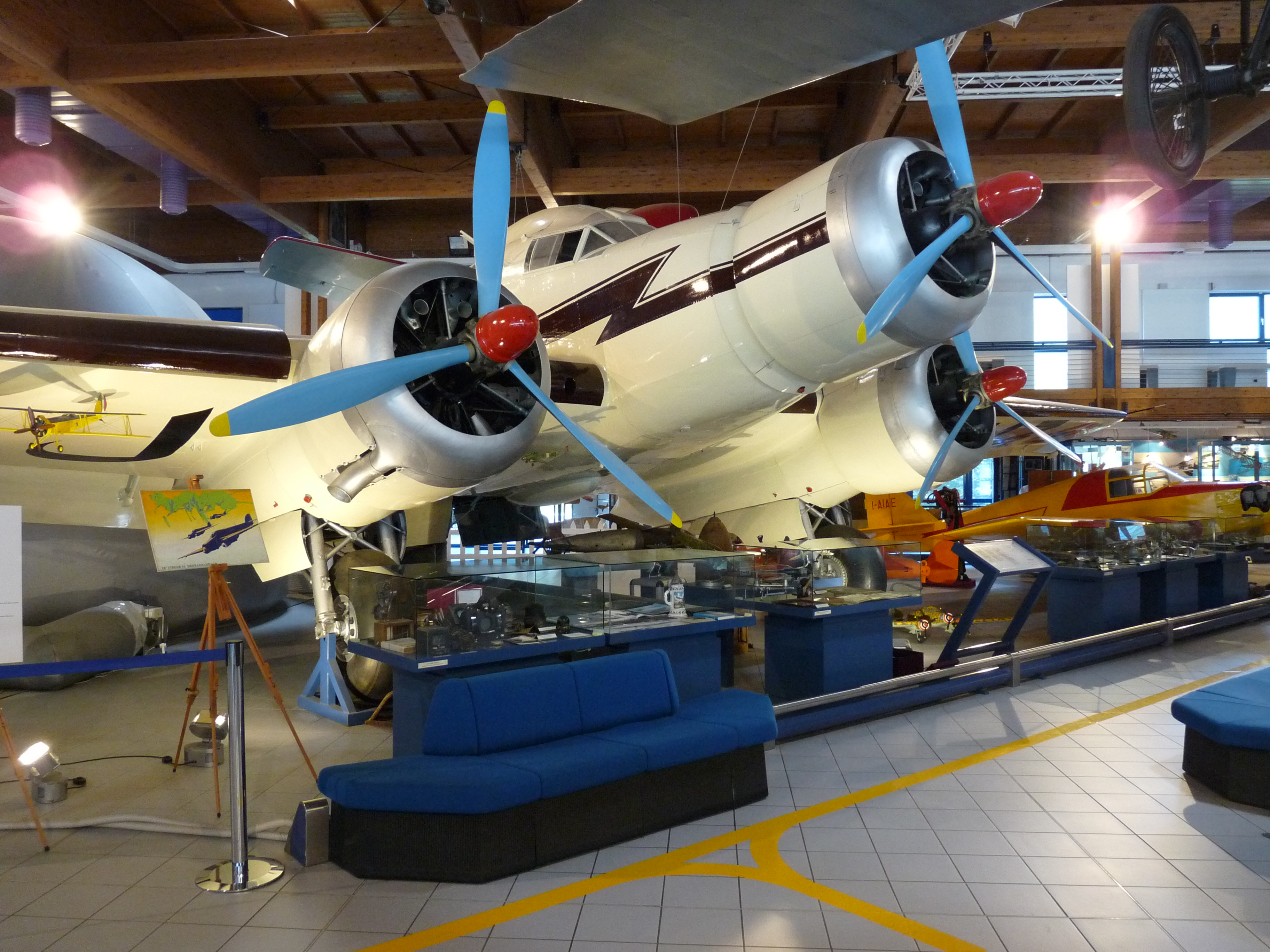
Savoia-Marchetti SM.79

Avia FL.3
1938 von Avia produziertes zweisitziges Sport- und Schulflugzeug. War Ende der 1930er Jahre eines der preisgünstigsten Flugzeugmodelle auf dem Markt. Bei der ausgestellten Maschine handelt es sich um ein 1947 produziertes Nachkriegsmodell.

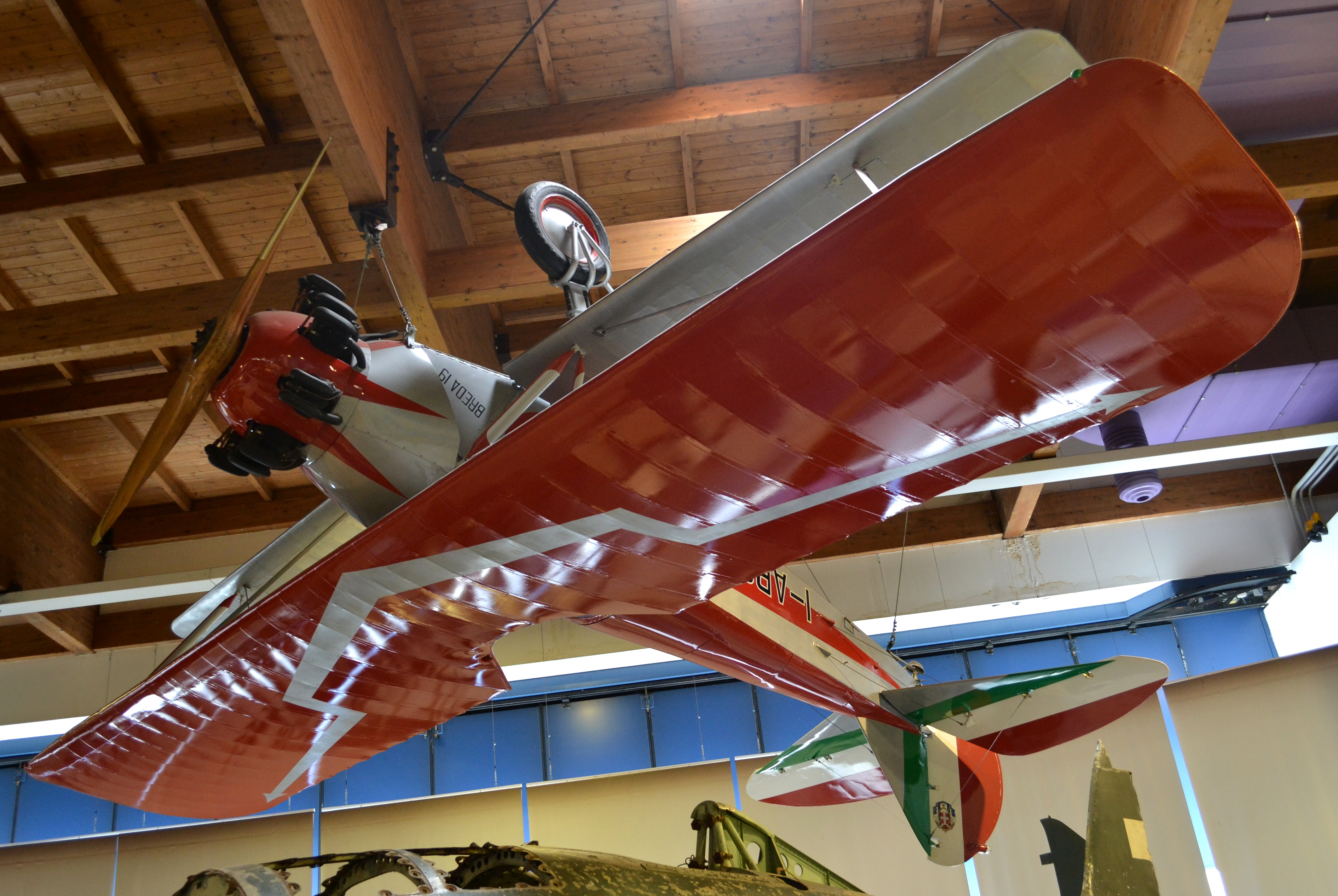
Breda Ba.19
1930 erstmals in Dienst gestellter Doppeldecker und eines der bekanntesten für den Kunstflug konzipierten Flugzeuge der 1930er Jahre. Wurde in der Folge wegen seiner Flugeigenschaften auch als Schulflugzeug für angehende Jagdflieger verwendet. Die Maschine des Museums ist die weltweit einzig erhaltene dieses Modells.
Bücker Bü 131 Jungmann
Bei der ausgestellten Maschine handelt es sich um einen im April 1939 fertiggestellten Schweizer Lizenznachbau. Die Maschine wurde als Schulflugzeug bei der Schweizer Luftwaffe eingesetzt und 1963 nach Italien an eine Flugschule verkauft. Sie gelangte 1976 in den Besitz des Museums und wurde in den 1980er Jahren restauriert. Dabei wurde der Originalanstrich wiederhergestellt.
Caproni Ca.100 Idro
Eine der fünf weltweit erhaltenen Maschinen dieses Typs. Ursprünglich nicht als Wasserflugzeug gebaut, wurde die im Museum ausgestellte Maschine 1960 vom Aero Club in Como in die Version Idro umgebaut. Sie wurde in den 1990er Jahren restauriert.
Caproni Ca.163
Doppeldeckerprototyp von 1938, sollte die Ca.100 ersetzen. Das Modell ging nie in die Serienproduktion, war aber Basis für das Nachfolgermodell Caproni Ca.164, von dem allerdings keine Maschinen erhalten geblieben sind. Das Flugzeug wurde 1989 restauriert und ist noch flugtauglich.
Gabardini G.51bis
1925 entworfener zweisitziger Doppeldecker. Das von der Firma des Luftfahrtingenieurs Giuseppe Gabardini gebaute Modell, diente als Schulflugzeug bis in die 1930er Jahre. Es wurden insgesamt 10 Stück dieses Modells zugelassen. Das ausgestellte Modell ist das vorletzte der Serie und wurde im Dezember 1928 gebaut und bis 1935 genutzt. Es wurde in den 1980er Jahren restauriert und ist das einzige von Gabardini produzierte Flugzeug, das öffentlich ausgestellt ist.
Macchi M.20
Nach dem Ersten Weltkrieg von Macchi hergestellter zweisitziger Doppeldecker, der als Sport- und Schulflugzeug zum Einsatz kam. Das ausgestellte Modell ist die älteste in Italien im Originalentwurf von Macchi erhaltene Maschine und wurde Mitte der 1920er Jahre gebaut. Sie wechselte mehrmals den Besitzer und erfuhr dabei einige Veränderungen. In den 1950er Jahren konnte die Familie Caproni die nicht mehr originalgetreuen Teile teilweise durch Originale ersetzen. Das ausgestellte Modell wurde Ende der 1980er Jahre restauriert, dabei wurden die fehlenden Teile nach Originalplänen rekonstruiert.
Saiman 202M
In den 1930er Jahren gebauter einsitziger Tiefdecker bis 1943 als Verbindungsflugzeug in Serie produziert. Ab 1944 auch von der deutschen Luftwaffe genutzt. Das im Museum befindliche Modell wurde 1943 von der SACA in Brindisi gebaut. Nach dem Krieg war es für zivile Zwecke noch bis 1962 im Einsatz. Die restaurierte Maschine des Museums weist die Bemalung der Flugschule Pistoia aus den 1930er und 1940er Jahren auf.
Savoia-Marchetti SM.79
Bekanntestes italienisches Flugzeug aus dem Zweiten Weltkrieg. Die 1934 für zivile Zwecke entworfene Maschine wurde im Krieg überwiegend als Torpedobomber eingesetzt. Die ausgestellte Maschine ist eine von weltweit zwei erhaltenen Maschinen dieses Typs. Sie wurde 1942 in den Officine Reggiane hergestellt und war der 280. Torpedobomber–Staffel zugeteilt. Sie wurde 1949 zusammen mit drei weiteren Maschinen dieses Modells in den Libanon verkauft und blieb dort bis 1959 in Dienst. 1993 gelangte die Maschine als Schenkung wieder nach Italien. Die Leihgabe der italienischen Luftwaffe wurde Anfang der 1990er Jahre restauriert.

### Seit 1945

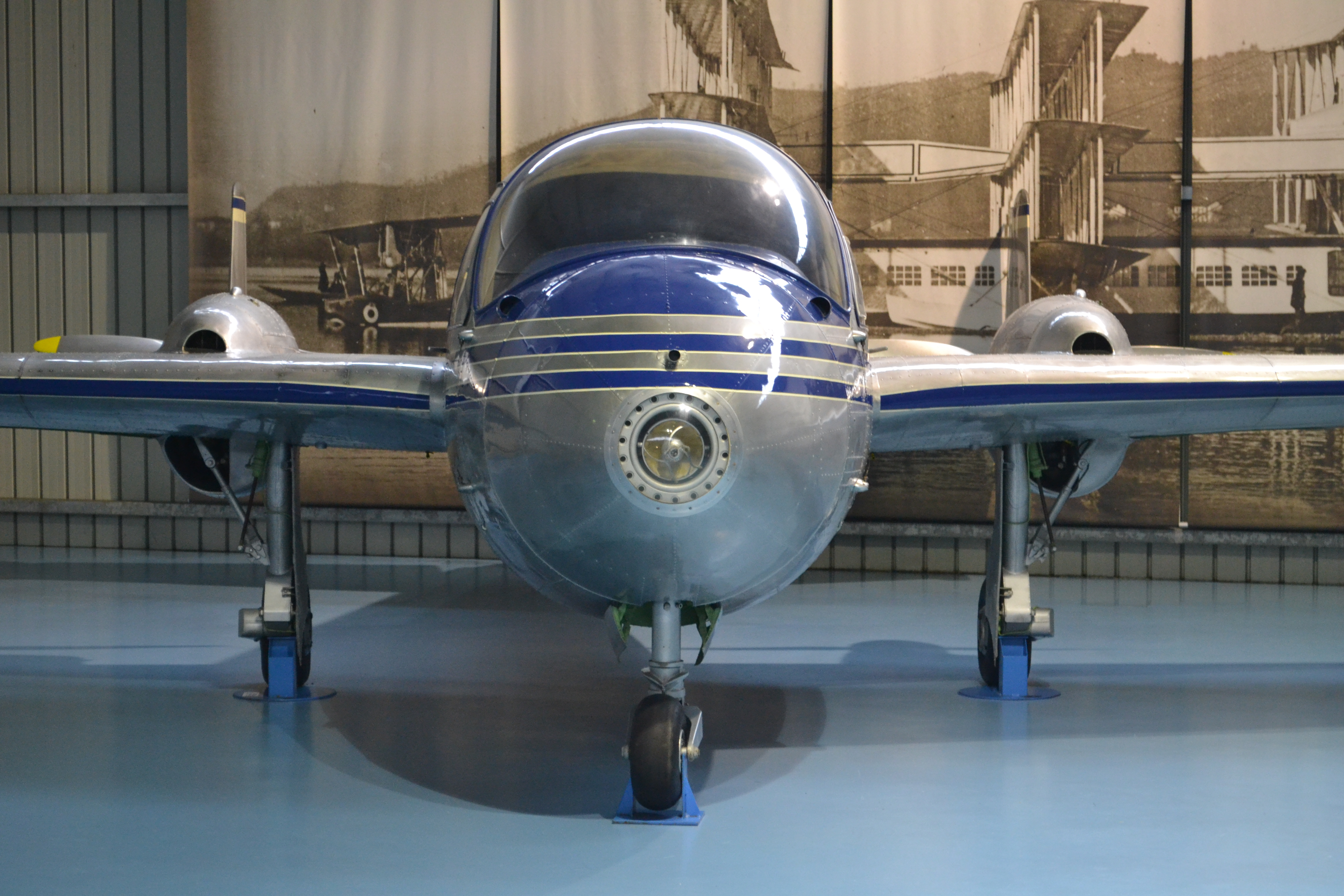
Caproni Ca. 193

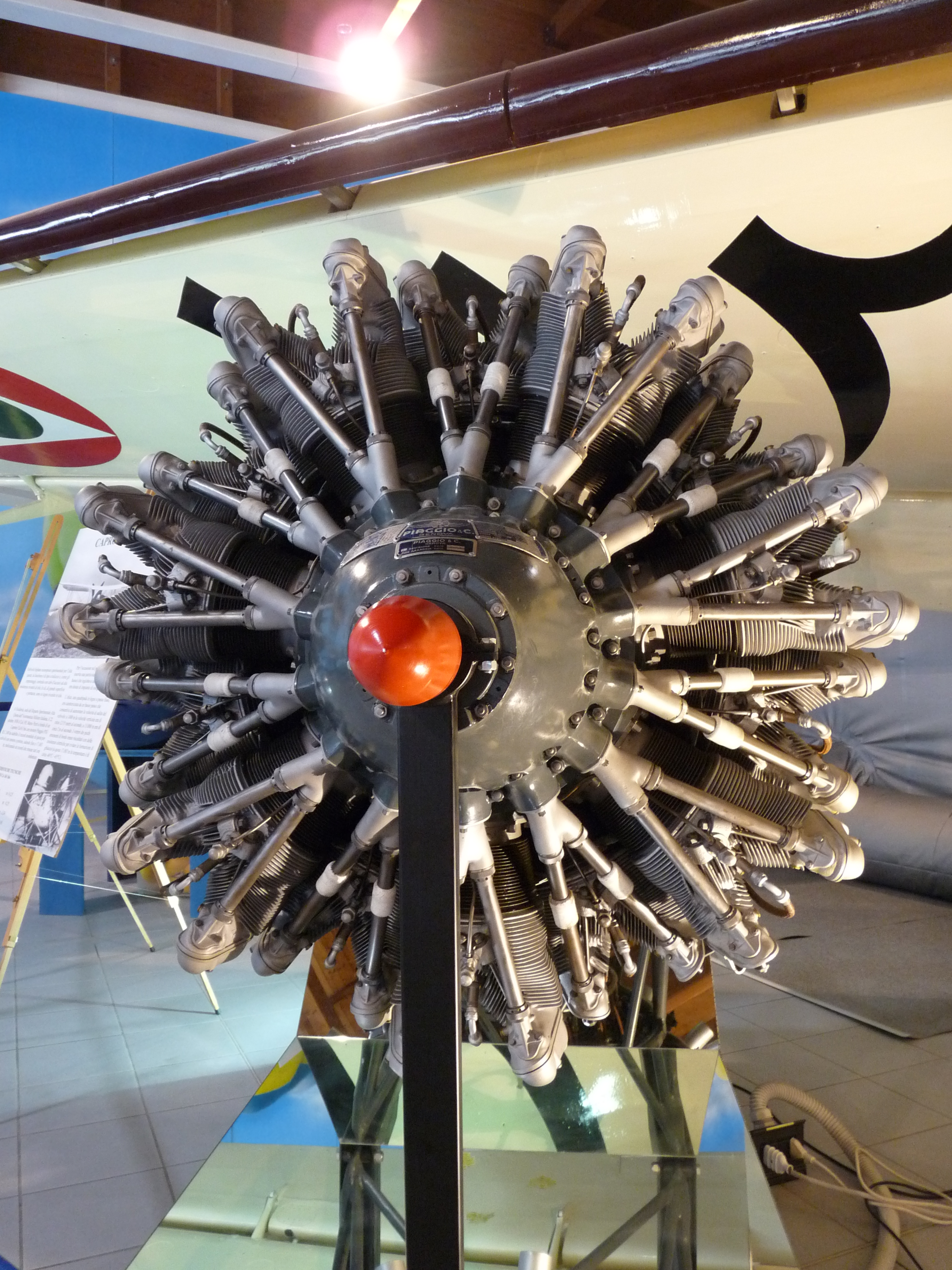
Piaggio P.XI

Agusta Bell AB-47G3B1
1954 als erster kommerziell genutzter Hubschrauber eingeführt. Die ausgestellte Maschine wurde 1998 dem Museum als Schenkung überlassen.
Caproni Ca.193
Zweisitziges als Lufttaxi 1945 bei Caproni Taliedo entworfenes Modell, dessen Erstflug 1949 erfolgte. Das auch für militärische Zwecke der italienischen Luftwaffe vorgeschlagene Modell ging nicht in die Serienproduktion. Der einzig fertiggestellte Prototyp wurde 1950 von der italienischen Luftwaffe erworben und nach zwei Jahren an einen zivilen Nutzer verkauft. Der letzte Benutzer war der Aero Club Trient über den die Maschine in den Besitz des Museums gelangte. Sie wurde Anfang der 1990er Jahre restauriert.
Caproni Trento F.5
In der Nachkriegszeit in den Caproni Werken in Trient produziertes Flugzeug mit Strahlantrieb. Der Erstflug erfolgte 1952. Für eine Serienproduktion wären Umbauten erforderlich gewesen, die wegen fehlender Mittel nicht umgesetzt werden konnten, so dass es bei dem einzigen hergestellten Prototyp trotz Interesses der italienischen Luftwaffe, die die Maschine als Testflugzeug nutzte, blieb. Sie wurde 1990 an das Museum abgegeben und anschließend restauriert.
Caproni Vizzola C-22J
Das 1978 für die US Air Force als kostengünstiges Schulflugzeug mit Strahlantrieb entworfene Modell, war das letzte Flugzeug bei dem im Modellnamen der Name Caproni auftaucht. Der Erstflug erfolgte 1980, ohne dass es anschließend in Serienproduktion ging. Bei der ausgestellten Maschine handelt es sich um einen der fertiggestellten Prototypen.
Lockheed F-104G Starfighter
Die vor dem Museum aufgebaute Maschine ist ein Lizenzbau der Fiat Aeritalia. Sie war bis in die 1980er Jahre bei der italienischen Luftwaffe im Einsatz und wurde 1990 ausgesondert. Bei der Montage am heutigen Standort wurde alle abmontierbaren Teile entfernt und die Gesamtmasse so auf etwa zwei Tonnen reduziert, um die Maschine in dieser Position überhaupt aufstellen zu können.
Macchi MB.308
Erstes von Macchi nach dem Ende des Zweiten Weltkrieges hergestelltes Modell. Es entstand auf Basis des Ende der 1930er Jahre als Schulflugzeug entworfenen Modells PM.1. Der Erstflug des in Serie produzierten Flugzeuges erfolgte 1947. Die im Besitz des Museums befindliche Maschine wurde 1950 erbaut und 1972 an das Museum Caproni in Vizzola Ticino abgegeben. Sie wurde Ende der 1980er Jahre restauriert.

### Kolbenmotoren
- Colombo S.53
- Fiat A.50
- Fiat A.74
- Isotta Fraschini V.4
- Piaggio P.XI bis RC 40 D